# Tirreno-Adriatico 1994
La Tirreno-Adriatico 1994, ventinovesima edizione della corsa, si svolse dal 9 al 16 marzo 1994 su un percorso di 1315 km, suddiviso su 8 tappe. La vittoria fu appannaggio dell'italiano Giorgio Furlan, che completò il percorso in 34h52'20", precedendo il russo Evgenij Berzin e il connazionale Stefano Colagè.

## Tappe
| Tappa  | Data     | Percorso                                            | km    | Vincitore di tappa | Leader cl. generale |
| ------ | -------- | --------------------------------------------------- | ----- | ------------------ | ------------------- |
| 1ª     | 9 marzo  | Nettuno > Anzio                                     | 99,8  | Adriano Baffi      | Adriano Baffi       |
| 2ª     | 10 marzo | Santa Marinella > Manciano                          | 186,5 | Giorgio Furlan     | Giorgio Furlan      |
| 3ª     | 11 marzo | Capalbio > Cecina                                   | 198,7 | Mario Manzoni      | Giorgio Furlan      |
| 4ª     | 12 marzo | Marina di Cecina > Cecina                           | 180   | Jesper Skibby      | Giorgio Furlan      |
| 5ª     | 13 marzo | Bolgheri > Castiglion del Lago                      | 191   | Stefano Zanini     | Giorgio Furlan      |
| 6ª     | 14 marzo | Assisi > Montemonaco                                | 137   | Giorgio Furlan     | Giorgio Furlan      |
| 7ª     | 15 marzo | Montegranaro > Monte Urano                          | 167   | Giorgio Furlan     | Giorgio Furlan      |
| 8ª     | 16 marzo | San Benedetto del Tronto > San Benedetto del Tronto | 155   | Roberto Pagnin     | Giorgio Furlan      |
| Totale | Totale   | Totale                                              | 1315  |                    |                     |

## Dettagli delle tappe

### 1ª tappa
- 9 marzo: Nettuno > Anzio – 99,8 km

Risultati
| Pos. | Corridore         | Squadra                     | Tempo    |
| ---- | ----------------- | --------------------------- | -------- |
| 1    | Adriano Baffi     | Mercatone Uno-Medeghini     | 2h22'31" |
| 2    | Eric Vanderaerden | Brescialat-Refin            | s.t.     |
| 3    | Dmitrij Konyšev   | Jolly Componibili-Cage 1994 | s.t.     |

| Pos. | Corridore     | Squadra                 | Tempo |
| ---- | ------------- | ----------------------- | ----- |
| 1    | Adriano Baffi | Mercatone Uno-Medeghini |       |

### 2ª tappa
- 10 marzo: Santa Marinella > Manciano – 186,5 km

Risultati
| Pos. | Corridore       | Squadra                 | Tempo    |
| ---- | --------------- | ----------------------- | -------- |
| 1    | Giorgio Furlan  | Gewiss-Ballan           | 5h01'25" |
| 2    | Giuseppe Petito | Mercatone Uno-Medeghini |          |
| 3    | Andrea Chiurato | Mapei-CLAS              |          |

| Pos. | Corridore      | Squadra       | Tempo |
| ---- | -------------- | ------------- | ----- |
| 1    | Giorgio Furlan | Gewiss-Ballan |       |

### 3ª tappa
- 11 marzo: Capalbio > Cecina – 198,7 km

Risultati
| Pos. | Corridore         | Squadra                 | Tempo    |
| ---- | ----------------- | ----------------------- | -------- |
| 1    | Mario Manzoni     | Brescialat-Refin        | 5h18'35" |
| 2    | Samuele Schiavina | Carrera Jeans-Tassoni   | s.t.     |
| 3    | Adriano Baffi     | Mercatone Uno-Medeghini | s.t.     |

| Pos. | Corridore      | Squadra       | Tempo |
| ---- | -------------- | ------------- | ----- |
| 1    | Giorgio Furlan | Gewiss-Ballan |       |

### 4ª tappa
- 12 marzo: Marina di Cecina > Cecina – 180 km

Risultati
| Pos. | Corridore        | Squadra             | Tempo    |
| ---- | ---------------- | ------------------- | -------- |
| 1    | Jesper Skibby    | TVM-Bison Kit       | 4h41'23" |
| 2    | Massimo Strazzer | Navigare-Blue Storm |          |
| 3    | Dmitrij Konyšev  | Aki-Gipiemme        |          |

| Pos. | Corridore      | Squadra       | Tempo |
| ---- | -------------- | ------------- | ----- |
| 1    | Giorgio Furlan | Gewiss-Ballan |       |

### 5ª tappa
- 13 marzo: Bolgheri > Castiglion del Lago – 191 km

Risultati
| Pos. | Corridore      | Squadra                | Tempo    |
| ---- | -------------- | ---------------------- | -------- |
| 1    | Stefano Zanini | Refin-Cantina Tollo    | 4h47'15" |
| 2    | Stefano Colagè | ZG Mobili-Selle Italia |          |
| 3    | Giorgio Furlan | Gewiss-Ballan          |          |

| Pos. | Corridore      | Squadra       | Tempo |
| ---- | -------------- | ------------- | ----- |
| 1    | Giorgio Furlan | Gewiss-Ballan |       |

### 6ª tappa
- 14 marzo: Assisi > Montemonaco – 137 km

Risultati
| Pos. | Corridore      | Squadra                | Tempo    |
| ---- | -------------- | ---------------------- | -------- |
| 1    | Giorgio Furlan | Gewiss-Ballan          | 3h46'34" |
| 2    | Evgenij Berzin | Gewiss-Ballan          | a 31"    |
| 3    | Stefano Colagè | ZG Mobili-Selle Italia | a 38"    |

| Pos. | Corridore      | Squadra       | Tempo |
| ---- | -------------- | ------------- | ----- |
| 1    | Giorgio Furlan | Gewiss-Ballan |       |

### 7ª tappa
- 15 marzo: Montegranaro > Monte Urano – 167 km

Risultati
| Pos. | Corridore      | Squadra                | Tempo    |
| ---- | -------------- | ---------------------- | -------- |
| 1    | Giorgio Furlan | Gewiss-Ballan          | 4h15'41" |
| 2    | Stefano Colagè | ZG Mobili-Selle Italia | s.t.     |
| 3    | Evgenij Berzin | Gewiss-Ballan          | s.t.     |

| Pos. | Corridore      | Squadra       | Tempo |
| ---- | -------------- | ------------- | ----- |
| 1    | Giorgio Furlan | Gewiss-Ballan |       |

### 8ª tappa
- 15 marzo: San Benedetto del Tronto > San Benedetto del Tronto – 155 km

Risultati
| Pos. | Corridore          | Squadra                     | Tempo    |
| ---- | ------------------ | --------------------------- | -------- |
| 1    | Roberto Pagnin     | Navigare-Blue Storm         | 4h19'13" |
| 2    | Fabiano Fontanelli | ZG Mobili-Selle Italia      | s.t.     |
| 3    | Dmitrij Konyšev    | Jolly Componibili-Cage 1994 | s.t.     |

| Pos. | Corridore      | Squadra                | Tempo     |
| ---- | -------------- | ---------------------- | --------- |
| 1    | Giorgio Furlan | Gewiss-Ballan          | 34h52'20" |
| 2    | Evgenij Berzin | Gewiss-Ballan          | a 47"     |
| 3    | Stefano Colagè | ZG Mobili-Selle Italia | a 53"     |

## Classifiche finali

### Classifica generale - Maglia azzurra
| Pos. | Corridore            | Squadra                                 | Tempo     |
| ---- | -------------------- | --------------------------------------- | --------- |
| 1    | Giorgio Furlan       | Gewiss-Ballan                           | 34h52'20" |
| 2    | Evgenij Berzin       | Gewiss-Ballan                           | a 47"     |
| 3    | Stefano Colagè       | ZG Mobili-Selle Italia                  | a 53"     |
| 4    | Alberto Elli         | GB-MG Boys Maglificio-Technogym-Bianchi | a 1'07"   |
| 5    | Francesco Casagrande | Mercatone Uno-Medeghini                 | a 1'10"   |
| 6    | Rolf Sørensen        | GB-MG Boys Maglificio-Technogym-Bianchi | a 1'21"   |
| 7    | Claudio Chiappucci   | Carrera Jeans-Tassoni                   | a 1'22"   |
| 8    | Rodolfo Massi        | Amore & Vita-Galatron                   | s.t.      |
| 9    | Stefano Della Santa  | Mapei-CLAS                              | a 1'23"   |
| 10   | Stefano Zanini       | Navigare-Blue Storm                     | a 1'24"   |